# Huanggong (köpinghuvudort i Kina, Xinjiang Uygur Zizhiqu, lat 44,58, long 84,77)
Huanggong (kinesiska: 皇宫, 皇宫镇) är en köpinghuvudort i Kina. Den ligger i den autonoma regionen Xinjiang, i den nordvästra delen av landet, omkring 240 kilometer väster om regionhuvudstaden Ürümqi. Antalet invånare är 10 310. Befolkningen består av 4 980 kvinnor och 5 330 män. Barn under 15 år utgör 19,0 %, vuxna 15-64 år 74 %, och äldre över 65 år 6,0 %.
Runt Huanggong är det ganska tätbefolkat, med 124 invånare per kvadratkilometer. Närmaste större samhälle är Usu, 18,4 km söder om Huanggong. Trakten runt Huanggong består i huvudsak av gräsmarker.
Genomsnittlig årsnederbörd är 230 millimeter. Den regnigaste månaden är juli, med i genomsnitt 40 mm nederbörd, och den torraste är mars, med 9 mm nederbörd.